# Prunelle (bande dessinée)
Pour les articles homonymes, voir Prunelle.
Prunelle est une série de bande dessinée française d'aventures et mythologique de Cédric Kernel (dessinateur, coloriste et co-scénariste) et Vicky Portail-Kernel (scénariste), publiée par les éditions Ankama de 2010 à 2013, collection Étincelle. Elle est destinée à la jeunesse, et a été sélectionnée au palmarès du Festival de la bande dessinée d'Angoulême en 2011.

## Synopsis
La série met en scène Prunelle, fille d'une muse et d'un cyclope, et ses amis Minotaure et Heraclès. Ils vont s'attirer la colère de Zeus et ainsi recevoir une punition qui va les envoyer aux quatre coins de la Grèce antique. Débute alors une aventure qui les mènera de la tanière de Méduse, au palais d'Hadès en passant par l'île de Circé. Inspirée par les histoires des héros antiques, on retrouve notamment les douze travaux d'Hercule, l'odyssée d'Ulysse et Percée.

## Personnages[4]

### Prunelle
Prunelle est la fille d'une muse, Melpomène et d'un cyclope, Argès, à qui elle ressemble beaucoup. En effet, elle ne possède qu'un œil gauche ; elle cache le côté droit de son visage avec une mèche de cheveux et porte une robe rose. Avant le début du récit, elle vivait avec sa mère et d'autres muses, mais elle se retrouve à vivre avec son père qu'elle ne connaît pas vraiment.

### Minotaure
De son vrai nom Astérion, il est le fils de Pasiphaé et d'un taureau envoyé par Poséidon. Rusé et très peureux, il possède un appétit légendaire.

### Héracles
C'est le fils de Zeus et d'une mortelle, Alcmène. Encore bébé il étrangla les deux serpents que Héra avait envoyés dans son berceau.

### Personnages secondaires
- Chiron, centaure précepteur des enfants
- Aphrodite, déesse de l'amour et de la beauté
- Apollon, dieu du chant, de la poésie et de la musique
- Héra, femme de Zeus
- Zeus, Roi des dieux et maître de l'Olympe
- Argès, Cyclope forgeron et père de Prunelle
- Melpomène, muse de la tragédie et mère de Prunelle
- Hure, divinité de la forêt, roi du peuple des Gruiks
- Méduse, Gorgone dont le regard pétrifie ceux qui la croisent
- Hadès, Roi des enfers
- Charon, mène les âmes des défunts aux enfers à travers le Styx
- Charybde et Scylla, monstres marins
- Poséidon, Dieu des océans et des créatures aquatiques
- Echo, Nymphe des sources et des forêts du Mont Hélicon
- Méandre, Dieu des fleuves
- Circé, Magicienne

## Graphismes
Cette bande dessinée présente un trait assez moderne, détaillé et destiné aux enfants avec des couleurs claires et vives. Ces couleurs mettent en valeur le visuel global de l’album[réf. souhaitée].

## Publication
La série compte trois tomes :
1. Prunelle : la fille du Cyclope, 2010
2. Le Réveil des géants, 2012
3. Le Maître des forges, 2013